# Richard Dent
Richard Lamar Dent (Atlanta, Georgia, 13 de diciembre de 1960), más conocido como Richard Dent, es un exjugador profesional estadounidense de fútbol americano que se desempeñó en la posición de defensive end en la National Football League (NFL). Es miembro del Salón de la Fama del Fútbol Americano Profesional.

## Carrera
Dent jugó como profesional once temporadas en Chicago Bears (1983-1993), después pasó a San Francisco 49ers (1994), luego regresó a Chicago Bears (1995), posteriormente se unió a Indianapolis Colts (1996), y finalmente, a Philadelphia Eagles, donde jugó una temporada (1997), y fue el equipo en el que se retiró.

## Reconocimiento
El 6 de agosto de 2011, ingresó como miembro al Salón de la Fama del Fútbol Americano Profesional.